# Science-Fiction-Jahr 1936
Übersicht

◄◄ | ◄ | 1932 | 1933 | 1934 | 1935 | Science-Fiction-Jahr 1936 | 1937 | 1938 | 1939 | 1940 | ► | ►►

Weitere Ereignisse

## Neuerscheinungen Literatur
| Deutscher Titel           | Deutschsprachiges Erscheinungsjahr | Originaltitel   | Autor           | Anmerkungen |
| ------------------------- | ---------------------------------- | --------------- | --------------- | ----------- |
| Der Krieg mit den Molchen | 1937                               | Válka s mloky   | Karel Čapek     |             |
| Detatom                   | –                                  | –               | Paul Eugen Sieg |             |
| Die Unterwasserstädte     |                                    | Orașele înecate | Felix Aderca    |             |

## Neuerscheinungen Filme
| Deutscher Titel                         | Deutschsprachiges Erscheinungsjahr | Originaltitel                                                                        | Regie                   | Anmerkungen                                                         |
| --------------------------------------- | ---------------------------------- | ------------------------------------------------------------------------------------ | ----------------------- | ------------------------------------------------------------------- |
| Der Mann, der die Welt verändern wollte | 1963                               | The Man Who Could Work Miracles                                                      | Lothar Mendes           | nach einer Kurzgeschichte von H. G. Wells                           |
| Moderne Zeiten                          | 1956                               | Modern Times                                                                         | Charlie Chaplin         | 1989 wurde Moderne Zeiten in das National Film Registry aufgenommen |
| Tödliche Strahlen                       | 1982                               | The Invisible Ray                                                                    | Lambert Hillyer         |                                                                     |
| Was kommen wird                         | 1977                               | Things to Come                                                                       | William Cameron Menzies | basierend auf dem Roman The Shape of Things to Come von H. G. Wells |
|                                         |                                    | russisch Космический рейс, transkribiert Kosmicheskiy reys: Fantasticheskaya novella | Vasili Zhuravlov        |                                                                     |
|                                         |                                    | Ghost Patrol                                                                         | Sam Newfield            |                                                                     |
| Der wandelnde Leichnam                  | 1979                               | The Walking Dead                                                                     | Michael Curtiz          |                                                                     |
| Die Teufelspuppe                        |                                    | The Devil-Doll                                                                       | Tod Browning            |                                                                     |

## Neuerscheinungen Fernsehserien
| Deutscher Titel  | gesendet  | Originaltitel    | Episoden | Staffeln | Anmerkungen   |
| ---------------- | --------- | ---------------- | -------- | -------- | ------------- |
| Flash Gordon     | 1936–1940 | Flash Gordon     | 40       | 3        |               |
| Undersea Kingdom |           | Undersea Kingdom | 12       | 1        | (Kino Serial) |

## Geboren
- Suzette Haden Elgin († 2015)
- H. G. Francis († 2011)
- Michael Heim († 2015)
- Horst Hübner († 2009)
- Wolfgang Jeschke († 2015)
- Hanns Kneifel († 2012)
- Viktor Kolupajew († 2001)
- Gottfried Meinhold
- Christian Meyer-Oldenburg († 1990)
- Luigi Naviglio († 2001)
- Jo Pestum († 2020)
- Tom Purdom († 2024)
- Sharon Webb († 2010)
- Bari Wood

## Gestorben
- George Allan England (* 1877)
- Julius Hoppenstedt (* 1861)
- John Uri Lloyd (* 1849)